# 武田信光
武田 信光（たけだ のぶみつ）は、平安時代末期から鎌倉時代前期にかけての武将。源義光（新羅三郎）を始祖とする甲斐源氏の第5代当主。武田氏2代当主。甲斐源氏第4代当主、武田氏初代当主・武田信義の5男。伊豆守。甲斐国・安芸国守護。甲斐国八代郡石和荘に石和館を構えて勢力基盤とし、石和五郎と称する。
馬術・弓術に優れた才能を発揮し、小笠原長清、海野幸氏、望月重隆らと共に弓馬四天王と称された。

## 経歴
『吾妻鏡』に拠れば、治承4年（1180年）の源頼朝が挙兵したことに呼応して父と共に挙兵し、駿河国にて平氏方の駿河国目代橘遠茂と戦い、これを生け捕りにするという軍功を挙げたという（鉢田の戦い）。甲斐源氏の一族は逸見山や信光の石和館で頼朝の使者を迎え挙兵への参加を合意し、治承・寿永の乱において活躍する。信光は頼朝の信任が篤く、源義仲とも仲が良かったことから、義仲の嫡男に娘を嫁がせようと考えていたが、後に信濃国の支配権を巡って義仲と不仲になってこの話は消滅した。後に頼朝が義仲の追討令を出したのは、この信光が義仲を恨んで讒訴したためであるとも言われている。元暦元年（1184年）、義仲追討軍に従軍して功を挙げ、直後の一ノ谷の戦いにおいても戦功を挙げた。
父の信義は駿河や甲斐の守護に任じられていたとする説もあるが、この時期には甲斐源氏の勢力拡大を警戒した頼朝による弾圧が行われており、兄の一条忠頼が誅され、板垣兼信が隠岐国に流罪されている。信光は兄とする武田有義（左兵衛尉、逸見氏の出自か）や加賀美遠光らの兄弟や従兄弟にあたる小笠原長清らとともに追及を免れているが、信義も謀反の疑いを掛けられており、文治2年（1186年）に父信義が隠居している（『吾妻鏡』では死没とされている）。また、頼朝の晩年に安田義定も粛清されている。信光は家督を継いで当主となり、鎌倉で起こった梶原景時の変に乗じて有義を排斥する。
文治5年（1189年）には甲斐源氏の一党を率いて奥州合戦に参加し、このときに安芸国への軍勢催促を行っていることからこの時点で安芸国守護に任じられていたとも考えられている（承久3年（1221年）とも）。その後も幕府に仕え、建久4年（1193年）には小笠原長清と、頼朝の富士の巻狩に供している。阿野全成の謀反鎮圧にも携わり、甲斐の御家人も分裂して争った建保元年（1213年）の和田合戦でも鎌倉へ参陣して義盛追討軍に加わっている。乱では都留郡を治めた古郡氏が和田方に属して滅ぼされており、信光は恩賞として同郡波加利荘（大月市初狩）などを与えられており（『吾妻鏡』）、甲斐源氏が都留郡へも勢力を及ぼしている。
承久元年（1219年）1月、将軍・実朝が殺され、同3年（1221年）5月15日、後鳥羽上皇は北条義時追討の宣旨を諸国にくだした（承久の乱）。信光は小笠原長清とともに、同月25日に鎌倉を発った東山道軍の大将軍に任命された。同年6月5日、東山道軍は大井戸の渡し（現・可児市）で京方を破り、東海道軍と合流し、同月15日入京した。
幕府は、京方の公卿の中心人物を有力御家人に預け、鎌倉に護送させている。同年7月12日、信光は藤原光親を駿河国加古坂（籠坂峠）で処刑、梟首した。
乱後、恩賞として安芸国守護および同国原郷、佐東郡、安東郡の地頭職に任命されている（『尊卑分脈』）。寛喜3年（1231年）、同国守護として行動していることが確認できる。
1239年、出家して鎌倉の名越に館を構え、家督を長子の信政に譲っている。このとき、伊豆入道光蓮と号した。『吾妻鏡』によれば、仁治2年（1241年）には上野国三原荘をめぐり海野幸氏と境争論を起こして敗訴し、執権北条泰時に敵意を抱いたとする風説が流れているが、同年12月27日には次男の信忠を義絶する形で服従している。宝治2年（1248年）12月5日、87歳で死去する（「武田系図」に拠る、『一蓮寺過去帳』では死去は同年8月19日）。
墓所は北杜市須玉町東向の信光寺で、信光の位牌が伝存している。また、笛吹市石和町市部の石和八幡宮は信光による勧請と伝わる。
信光の死後、武田氏に関する史料は減少し、信光の孫の代には甲斐国に残留した石和流武田氏と安芸国守護職を継承した信時流武田氏に分裂している。

## 関連作品
テレビドラマ
- 『草燃える』（1979年、NHK大河ドラマ、演：辻シゲル）